# Nara (popolo)
I nara (altrimenti conosciuti come barya) sono un gruppo etnico nilotico residente in Eritrea. Prevalentemente agricoltori, risiedono vicino al confine con il Sudan. Sono in gran parte musulmani, con una piccola percentuale che pratica riti tradizionali.
La lingua nara, strettamente imparentata ed a volte confusa con quella begia, è sempre meno diffusa per il prevalere di tigrigna ed arabo.
| Controllo di autorità | LCCN (EN) sh85011836 · J9U (EN, HE) 987007283151905171 |